# Ханко, Прасковья Дмитриевна
Прасковья Дмитриевна Ханко, в девичестве — Таран (1 ноября 1921 год, село Байрак — 11 апреля 2006 год, село Великий Байрак, Миргородский район, Полтавская область, Украина) — колхозница, звеньевая племенного свиноводческого совхоза имени Декабристов Министерства совхозов СССР, Миргородский район Полтавской области, Украинская ССР. Герой Социалистического Труда (1949).

## Биография
Родилась 1 ноября 1921 года в селе Байрак в крестьянской семье. Получила начальное образование. С 1938 года начала свою трудовую деятельность в свиноводческом совхозе имени Декабристов Миргородского района. После Великой Отечественной войны была назначена звеньевой полеводческого звена.
В 1948 году звено Прасковьи Таран собрало в среднем по 32,9 центнера пшеницы с каждого гектара на участке площадью 22 гектара. В 1949 году удостоена звания Героя Социалистического Труда «за получение высокого урожая пшеницы при выполнении совхозом плана сдачи государству сельскохозяйственных продуктов в 1948 году и обеспеченности семенами всех культур в размере полной потребности для весеннего сева 1949 года».
Проработала в совхозе имени Декабристов до 1970 года, после чего трудилась на различных работах. В 1976 году вышла на пенсию. Проживала в селе Великий Байрак, где скончалась в 2006 году.

## Награды
- Герой Социалистического Труда — указом Президиума Верховного Совета СССР от 9 мая 1949 года
- Орден Ленина
- Медаль «За трудовую доблесть»